# CSP (matemática)
A notação CSP foi proposta por C.A.R. Hoare. É uma notação para descrever sistemas concorrentes cujos componentes são denominados processos, os quais interagem entre si e com o ambiente através de comunicação. Um evento é a interface pela qual um processo se comunica com o ambiente. Pode ser iniciado por um processo ou pelo ambiente externo, como outros processos ou objetos. Um processo, por sua vez, é definido em termos de eventos.